# Aurelian-Octav Popa
Aurelian-Octav Popa (n. 10 octombrie 1937 Amara, azi în Ucraina ) este un clarinetist, compozitor și dirijor român.

## Studii[2]
A urmat Liceul „Matei Basarab“, apoi Liceul de muzică și Conservatorul din București.
A urmat stagii de perfecționare în Franța la Paris și în SUA.
A frecventat cursurile de dirijat susținute de Sergiu Celibidache la Trier.

## Activitatea profesională[2]
Din 1962 până în prezent a fost, inițial instrumentist, apoi solist instrumentist, la Filarmonica "George Enescu" din București.
După 1989 a deveni și dirijor la Filarmonica "Marea Neagră" din Constanța
A interpretat concerte pentru clarinet ale compozitorilor români Aurel Stroe, Tiberiu Olah, Anatol Vieru, Ștefan Niculescu, Adrian Iorgulescu, Wilhelm Berger, Cornel Țăranu, Tiberiu Fatyol, Alexandru Pașcanu, Mihnea Brumariu etc. 
A cântat în primă audiție în România și piese de cameră ale unor compozitori importanți ai secolului al XX-lea: Béla Bartók, Igor Stravinski, Alban Berg, Arnold Schönberg, Olivier Messiaen, Arthur Honegger.
A interpretat și Concertul de Aaron Copland, sub bagheta compozitorului, Concertul de Paul Hindemith, dirijat de Constantin Bobescu, Preludii de dans de Witold Lutoslawski, dirijate de Serge Baudo, Scaramouche de Darius Milhaud, dirijor Cristian Mandeal, Concertul de Hans Ulrich Lehmann, dirijor Paul Popescu , Concertul pentru clarinet și orchestră de Franz Krommer, Simfonia a 9-a de Antonín Dvořák  și altele.
A efectuat turnee ca solist și dirijor cu Orchestra din Constanța, Orchestra din Cannes, Filarmonica „George Enescu“, Orchestra Radio.

## Filmografie (muzică de film)
- Figuranții (1987)
- Noiembrie, ultimul bal (1989)

## Premii[4]
A fost primul instrumentist român care a obținut Premiul I în străinătate.
- 1959 – Premiul I la Concursul Internațional "Primăvara la Praga"
- 1965 – Premiul special – Budapesta
- 1966 – Premiul I la clarinet și Premiul II – general – Birmingham
- 1967 – Premiul II – Concurs de muzică contemporană – Utrecht
- 1967 – Premiul II – Geneva

## Distincții
- Ordinul național „Serviciul Credincios” în grad de Cavaler (1 decembrie 2000) „pentru realizări artistice remarcabile și pentru promovarea culturii, de Ziua Națională a României”[5]

## Discografie
- Libre comme un oiseau- Messiaen, Stravinskyi, Purcell, Bach - Aurelian-Octav Popa, clarinet - CALLIOPE CAL 9354